# Butterfly (Achterbahn)
Butterfly ist die Bezeichnung einer von der Firma Sunkid in Bassenheim, Rheinland-Pfalz, produzierten Kleinstachterbahn in Form eines Shuttle Coasters, von der seit 1989 101 Anlagen ausgeliefert wurden und die in zahlreichen kleineren Vergnügungsparks in Deutschland aufgestellt sind. Die Butterfly-Pendelbahn gibt es in zwei Ausführungen: Standard und XL. In der Standardvariante erreicht sie eine Höhe von 6,1 Metern und in der XL-Variante 7,5 m. Es wird zum Betrieb kein spezielles Personal benötigt. Die Gondel wird nach Münzeinwurf und Betätigung des Startknopfs auf einer rund 10 m langen Schiene in die Höhe gezogen und dort ausgeklinkt. Dann fährt die Gondel hinunter und auf der anderen, gleich beschaffenen Seite wieder nach oben. Die Anlage ähnelt etwas dem Aufbau einer Halfpipe-Achterbahn, nur ist sie wesentlich kleiner. Der Pendelvorgang der Gondel endet von alleine, wenn die Lageenergie in Reibung übergegangen ist. Dies ist nach sechs bis acht Pendelbewegungen abgeschlossen. Ab sieben Jahren darf die Bahn von Kindern alleine benutzt werden.